# Норвуд — 205-я улица (линия Конкорс, Ай-эн-ди)
|  |
|  |
|  |
|  |

|  |
|  |
|  |
|  |

«Норвуд — 205-я улица» (англ. Norwood–205th Street) — станция Нью-Йоркского метрополитена, расположенная на линии Конкорс, Ай-эн-ди. Станция находится в Бронксе, в округе Норвуд, на пересечении Восточной 205-й улицы с Бэйнбридж-авеню. На станции останавливается маршрут D (круглосуточно). Станция является северной конечной для него.
Эта станция является северной конечной станцией линии, но не проектировалась как конечная. Линия перед ней поворачивает на восток, а после неё продолжается на восток примерно на 200 м, и планировалось, что линия будет продлена ещё на несколько станций в северо-восточную часть Бронкса. Проект был заморожен из-за отсутствия финансирования, а затем отменён, когда город купил участок обанкротившейся железной дороги и преобразовал его в линию Дайр-авеню. В результате станция отличается от большинства конечных в Нью-Йоркском метро: поезд может прибыть только на правый путь, а не на любой из двух; разворот происходит за станцией; кроме того, на станции нет служебного помещения, и смена поездных бригад производится на следующей станции к югу.